# SN 1968V
SN 1968V – supernowa typu II odkryta 26 stycznia 1968 roku w galaktyce NGC 2276. W momencie odkrycia miała maksymalną jasność 15,70m.